# چوب‌پنبه‌ای
چوب‌پنبه‌ای (نام علمی: Duboisia myoporoides) نام یک گونه از سرده درخت چوب‌پنبه‌ای استرالیا است.